# Gambela
Gambela és una de les nou kililoch (regions ètniques) d'Etiòpia, situada a la zona sud-occidental del país, fronterera amb el Sudan.

## Població
Les principals ètnies del territori són els nuers (40%), anuaks (27%), amhares (8%), oromos (6%), mezhengers (5,8%), keffes (4,1%), moches (2%), tigres (1,6%) i el 5,5% d'altres. L'amàric és la llengua oficial. Quan a la religió, el 44% són protestants, el 24,1% cristians ortodoxos, el 5,1% musulmans, el 3,2% catòlics i el 12,7% d'altres creences.